# Antyatlas

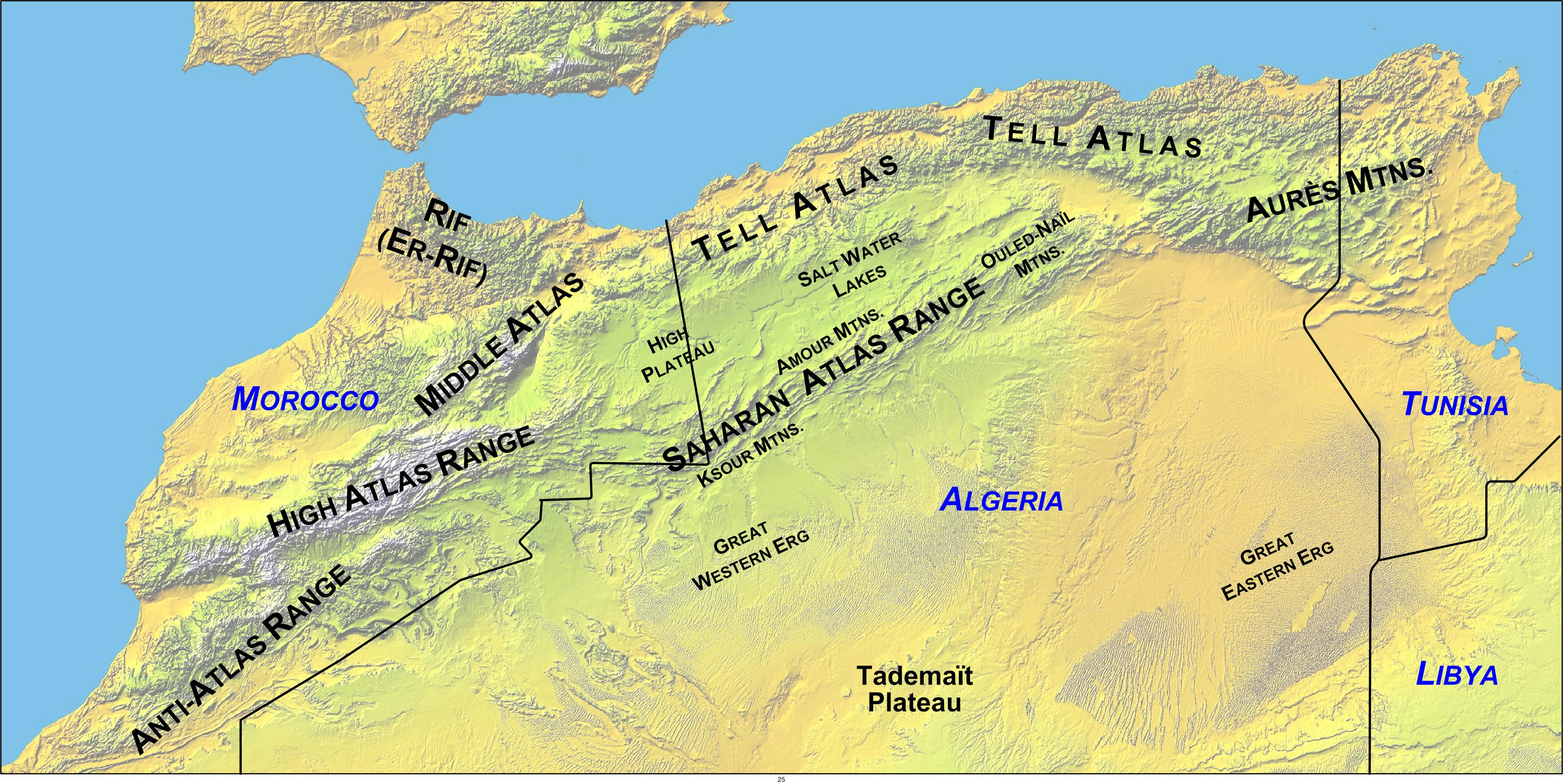
Antyatlas (na zachodzie)

Antyatlas – zrębowe pasmo górskie w Afryce Północnej. Stanowi południowo-zachodnią część Atlasu. Rozpościera się na długości ok. 600 km, w całości na terytorium Maroka. Najwyższy szczyt Imkut - 2531 m n.p.m.